# Ryan Rollins
Ryan Anthony Rollins (Detroit, Míchigan, 3 de julio de 2002) es un jugador de baloncesto estadounidense que pertenece a la plantilla de los Milwaukee Bucks de la NBA. Con 1,91 metros de estatura, juega en la posición de escolta.

## Trayectoria deportiva

### Instituto
Rollins nació y creció en Detroit, Míchigan. Jugó al baloncesto en el Dakota High School en Macomb Township, Míchigan. Como júnior promedió 17,1 puntos, siete rebotes, 3,2 asistencias y 2,5 robos por partido, perdiéndose la segunda mitad de la temporada por una lesión en el tendón de la corva. En su temporada sénior, Rollins promedió 25,5 puntos, nueve rebotes y cinco asistencias por partido, siendo incluido en el segundo equipo All-State de Associated Press.

### Universidad
Jugó dos temporadas con los Rockets de la Universidad de Toledo, en las que promedió 16,4 puntos, 5,6 rebotes, 3,1 asistencias y 1,4 robos de balón por partido. En su primera temporada promedió 13,7 puntos, 5,2 rebotes y 2,5 asistencias por partido, y fue nombrado freshman del año de la Mid-American Conference (MAC) después de ayudar a su equipo a ganar el título de la temporada regular de la conferencia.
Como estudiante de segundo año, promedió 18,9 puntos, 6,0 rebotes y 3,6 asistencias por partido, siendo incluido en el primer equipo All-MAC. El 7 de abril de 2022 se declaró elegible para el draft de la NBA manteniendo su elegibilidad universitaria. Finalmente optó por permanecer en el draft, renunciando a dicha elegibilidad.

#### Estadísticas
| Año     | Equipo | PJ | PT | MPP  | %TC  | %3P  | %TL  | RPP | APP | ROB | TPP | PPP  |
| ------- | ------ | -- | -- | ---- | ---- | ---- | ---- | --- | --- | --- | --- | ---- |
| 2020–21 | Toledo | 30 | 30 | 30.2 | .431 | .323 | .786 | 5.2 | 2.5 | 1.1 | .1  | 13.7 |
| 2021–22 | Toledo | 34 | 34 | 32.7 | .468 | .311 | .802 | 6.0 | 3.6 | 1.7 | .3  | 18.9 |
| Total   | Total  | 64 | 64 | 31.5 | .453 | .317 | .796 | 5.6 | 3.1 | 1.4 | .2  | 16.4 |

### Profesional
Fue elegido en la cuadragésimo cuarta posición del Draft de la NBA de 2022 por los Atlanta Hawks, pero fue automáticamente traspasado a los Golden State Warriors a cambio de los derechos sobre Tyrese Martin. Debutó en la NBA el 18 de octubre en un partido ante Los Angeles Lakers, disputando dos minutos sin conseguir anotar. El 6 de febrero de 2023, tras únicamente doce encuentros con el primer equipo en su temporada rookie, se anunció que se operaría de una fractura en el pie derecho y que se perdería lo que resta de temporada.
El 22 de junio de 2023 es traspasado, junto a Jordan Poole, a Washington Wizards a cambio de Chris Paul. Sin embargo, el 8 de enero de 2024, fue cortado tras 10 encuentros con el primer equipo, tras salir a la luz varios incidentes relacionados con robos en tiendas.
El 21 de febrero de 2024 firmó un contrato dual por dos temporadas con los Milwaukee Bucks. En marzo de 2025 convierten su contrato en estándar.
El 6 de julio de 2025, acuerda una extensión de contrato con los Bucks por tres años y $120 millones.

## Estadísticas de su carrera en la NBA

### Temporada regular
| Año     | Equipo       | PJ | PT | MPP  | %TC  | %3P   | %TL   | RPP | APP | ROB | TPP | PPP |
| ------- | ------------ | -- | -- | ---- | ---- | ----- | ----- | --- | --- | --- | --- | --- |
| 2022-23 | Golden State | 12 | 0  | 5.2  | .350 | .333  | 1.000 | 1.0 | .5  | .1  | .1  | 1.9 |
| 2023-24 | Washington   | 10 | 0  | 6.6  | .520 | .667  | .765  | 1.1 | 1.1 | .8  | .3  | 4.1 |
| 2023-24 | Milwaukee    | 3  | 0  | 4.0  | .500 | 1.000 | —     | .7  | 1.0 | .7  | .0  | 1.0 |
| 2024-25 | Milwaukee    | 56 | 19 | 14.6 | .487 | .408  | .800  | 1.9 | 1.9 | .8  | .3  | 6.2 |
| Total   | Total        | 81 | 19 | 11.9 | .481 | .414  | .809  | 1.6 | 1.5 | .7  | .3  | 5.1 |

### Playoffs
| Año   | Equipo    | PJ | PT | MPP  | %TC  | %3P  | %TL  | RPP | APP | ROB | TPP | PPP |
| ----- | --------- | -- | -- | ---- | ---- | ---- | ---- | --- | --- | --- | --- | --- |
| 2025  | Milwaukee | 3  | 1  | 10.0 | .308 | .286 | .000 | .7  | 1.3 | .3  | .0  | 3.3 |
| Total | Total     | 3  | 1  | 10.0 | .308 | .286 | .000 | .7  | 1.3 | .3  | .0  | 3.3 |